# Phytomyza orientalis
Phytomyza orientalis är en tvåvingeart som beskrevs av Spencer 1962. Phytomyza orientalis ingår i släktet Phytomyza och familjen minerarflugor. Inga underarter finns listade i Catalogue of Life.